# La única mujer
La única mujer (en portugués: A Única Mulher) es una telenovela portuguesa producida por el canal Televisão Independente (TVI) que comenzó a ser exhibida a partir del 15 de marzo de 2015. Escrita por María João Mira y André Ramalho, con idea original de José Eduardo Moniz, se desarrolla en Portugal y en Angola, principalmente en la ciudad capital del país africano, Luanda. Se trata además de la primera telenovela portuguesa en ser inmediatamente exportada a otro país aun antes de su estreno en Portugal. 

## Historia
El colapso de un gran banco nacional deja en manifiesto el encuentro de dos realidades y el conflicto entre dos familias.
Luis Miguel (Lourenço Ortigão) es un joven ingeniero que busca ejercer su carrera en Angola. Atrás, deja una familia tradicional y conservadora, afectada por la crisis. Su padre, Jorge (José Wallenstein), es dueño de una empresa constructora en riesgo de quiebra, y su madre Pilar (Alexandra Lencastre) espera beneficiarse económicamente de un matrimonio roto.
En Angola, Luis Miguel conoce a Mara (Ana Sofía Martins), una enfermera que lo salva de una muerte segura. El padre de la chica, Norberto, (Angelo Torres) es un hombre de negocios de Angola con importantes inversiones en Portugal y también el principal cliente de la constructora. 
Él tiene en la mano el destino de la empresa, pero tiene un gran resentimiento contra los portugueses que durante la guerra colonial, asesinaron a su padre. La herencia de este pasado y los intereses del presente transforman lo que sería una disputa empresarial en un choque de dos mundos. Pero nada sobrevive a la venganza de una mujer; Luena (Rita Pereira) es la hija de los retornados que han perdido todo lo que tenían, con la independencia de Angola. Ella quiere recuperar el patrimonio familiar, por encima de todo.

## Elenco
- Lourenço Ortigão - Luis Miguel Sacramento
- Ana Sofía Martins - Mara Venancio
- Alexandra Lencastre - Pilar Sacramento
- José Wallenstein - Jorge Sacramento
- Rita Pereira - Luena da Silva
- Graciano Dias - Diogo Mendonça
- Marta Melro - Rafaela Maestro
- Andre Nunes - Orlando Barros
- Leonor Seixas - Silvia Caiado
- Pedro Lima - Pedro Caiado
- Inês Gonçalves - Mafalda Barros
- John Catarré - Ramiro Neves
- Silvia Rizzo - Isabel Batista
- Paula Neves - Concha Albergaria
- Paulo Pires - Henrique Albergaria
- Matilde Breyner - María Antonia Borralho - (Mito)
- Lia Gama - Berta Vieira
- Orlando Costa - Sebastiao Pereira
- Sofía Baessa - Yolanda Gamboa
- Bruno Semedo - Kadimba
- 'Leandro Pires - Arturo Gamboa
- Joana de Verona - Sara Sacramento
- Kelly Bailey - Francisca Sacramento
- Bruno Cabrerizo - Santiago Ortiz
- Sara Prata - Daniel Fragoso
- Nuno Homem de Sá - Albino de los Dolores - (Bino)
- Catarina Matos - Isaura de los Dolores - (Isaurinha)
- Irma Ribeiro - Patricia de los Dolores
- Rita Cruz - Rosario Venancio
- Angelo Torres - Norberto Venancio
- Mina Andala - Neuza de los Ángeles
- Alberto Magassela - Arsénio Kianda
- Gany Ferreira - Kizumba Kianda
- Ana Marta Ferreira - Clara Hostel
- Ricardo de Sá - Bruno Borralho
- Alfredo Brito - Raúl Falcão
- María Leite - Ana María (Natasha)
- Pedro Carmo - António de Lucena (padre da Sara)
- Manuel Wiborg - Inspector Camacho
- João Didelet - Radu
- Joana Câncio - Tânia
- Pêpê Rapazote - César Varela
- Pedro Barroso - Rodrigo Dias
- Maura Faial - Vita
- Isaac Carvalho - John Smith - (Junior)
- Diana Melo - Matilde Caiado
- John Fernandes - Thomas Caiado
- María Arrais - Joan Fragoso

## Emisión internacional
En la cadena portuguesa TVI, la telenovela se muestra del 15 de marzo de 2015, a las 21:30.
Hasta ahora, las exportaciones han sido confirmadas a Angola, Mozambique u Cabo Verde, con solo 3-4 semanas de diferencia entre Portugal, y más recientemente a Canal 13 de Chile, donde el primer capítulo se estrenó el 30 de agosto de 2015 y después se emitió desde la primera semana de septiembre a las 17:30 y terminó el 19 de febrero de 2016, siendo mutilada grotescamente, resumiendo muchos capítulos para darle un cierre tras 112 capítulos.
 Actualmente es emitida en Bolivia por Unitel, Cabo Verde (TVC), Paraguay (La Tele), Uruguay (Monte Carlo TV) e Francia (Réseau France Outre-mer)
El canal TVI Internacional también difunde la telenovela en países como Australia, Cabo Verde, Canadá, España, Estados Unidos, Francia, Luxemburgo, Angola, Mozambique, Mónaco, Nueva Zelanda, Uruguay, Suiza (a través de plataformas de televisión paga) y en señal abierta: TDT - Televisión Digital Terrestre), TVI Internacional también llega a todos los países a través del satélite Hispsat 1D.
| País        | Cárdena                       | Título adaptado        | Temporadas | Estreno                  | Final                   | Horário                           |                                             |
| ----------- | ----------------------------- | ---------------------- | ---------- | ------------------------ | ----------------------- | --------------------------------- | ------------------------------------------- |
| Portugal    | TVI                           | A Única Mulher         | 3          | 15 de março de 2015      | En air                  | lunes a sábado, las 21h30         |                                             |
| Angola      | DStv1                         | A Única Mulher         | 2          | 21 de abril de 2015      | En air                  | lunes a viernes a las 21h00       |                                             |
| Mozambique  | DStv1                         | A Única Mulher         | 2          | 21 de abril de 2015      | En air                  | lunes a viernes a las 22h00       |                                             |
| Chile       | Canal 13                      | La Única Mujer         | 1          | 30 de agosto de 2015     | 19 de febrero de 2016   | lunes a viernes a las 17h45       |                                             |
| Colombia    | Telecaribe                    | La Única Mujer         | 1          | 1 de septiembre de 2016  | agosto de 2017          | lunes a viernes a las 17h00/12h00 |                                             |
| Cabo Verde  | TCV                           | La Única Mujer         | 1          | A Única Mulher           | 19 de octubre de 2015   | En air                            | lunes a viernes a las 19h00                 |
| Paraguay    | Telefuturo                    | La Única Mujer         | 1          |                          | 30 de noviembre de 2015 | 27 de mayo de 2016                | lunes a viernes a las 19h00 luego a las 16h |
| Uruguay     | Monte Carlo TV                | La Única Mujer         | 1          | 4 de enero de 2016       | En air                  | lunes a viernes a las 17h00/14h00 |                                             |
| Bolivia     | Unitel                        | La Única Mujer         | 1          | 10 de agosto de 2016     | En air                  | lunes a viernes a las 11h00       |                                             |
| Francia     | Réseau France Outre-mer (RFO) | Mara, une femme unique |            | 29 de septiembre de 2016 | En air                  | lunes a viernes a las 11h30       |                                             |
| El Salvador | Megavision                    | La Única Mujer         | 1          | 11 de mayo de 2017       | En air                  | lunes a viernes a las 20h00       | sábado de 11h00/13h00                       |

## Banda sonora
La banda sonora original de la telenovela, fue lanzada el 15 de junio y llegó al número 1 en el cart de discos musicales en Portugal. El CD incluye 19 canciones, incluyendo el éxito que da nombre a la producción original:
1. Anselmo Ralph - A Única Mulher
2. Kataleya - Tudo em Mim
3. Sia - Chandelier
4. Badoxa Feat. G Amado - Mulher Perfeita
5. C4 Pedro - Vamos Ficar Por Aquí (Acústico)
6. Yola Semedo Feat. Paulo Flores - Mar Azul
7. Matias Damásio - Kwanza Burro
8. Pedro Abrunhosa & Comité Caviar - Fazer O Que Ainda Não Foi Feito
9. Dead Combo - Lisboa Mulata
10. Estelle - Conqueror
11. SEDA - Homem Muito Brasa
12. Manuela Moura Guedes - Foram Cardos Foram Prosas
13. Carolina Deslandes Feat. Agir - Mountains
14. Badoxa - Tá-me Esperare
15. Elida Almeida - Nta Konsigui
16. Dead Combo - A Menina Dança #1
17. Ángel Fortes - Sedutora
18. Justin & Mikey - Meu Bem Bom
19. Mastiksoul - Rock Like This
20. Yann Tiersen - A Midsummer Evening

## Doblaje al español
El doblaje de esta serie se realizó en Chile y estuvo a cargo de DINT Doblajes internacionales.
- Luis Miguel Sacramento - con la voz de Sebastián Plaza
- Mara Venancio - con la voz de Josefina Fuentes
- Pilar Sacramento - con la voz de Maureen Herman
- Jorge Sacramento - con la voz de Sandro Larenas
- Luena da Silva - con la voz de Pilar Ahumada
- Diogo Mendonça - con la voz de Cristián Lizama
- Rafaela Maestro - con la voz de Jessica Toledo
- Orlando Barros - con la voz de Cristóbal Areite
- Silvia Caiado - con la voz de Marlene Pérez
- Pedro Caiado - con la voz de Paulo Castro
- Mafalda Barros - con la voz de María Luisa Benech
- Ramiro Neves - con la voz de Ricardo Maturana
- Ligia - con la voz de Judith Noguera
- Isabel Batista - con la voz de Carolina Labbé
- Concha Albergaria - con la voz de Andrea Vera
- Henrique Albergaria - con la voz de Orlando Alfaro
- María Antonia Borralho - (Mito) - con la voz de
- Berta Vieira - con la voz de Miriam Torres
- Sebastiao Pereira - con la voz de Alexis Quiroz
- Yolanda Gamboa - con la voz de María Doris Cuevas
- Kadimba - con la voz de Brian Ramírez
- Artur Gamboa - con la voz de Julio González Littin
- Sara Sacramento - con la voz de Josefina Becerra
- Francisca Sacramento - con la voz de Gigliola Mariangel
- Santiago Ortiz - con la voz de Oscar Flores
- Daniel Fragoso - con la voz de Ariela Yuri
- Albino de los Dolores - (Bino) - con la voz de Enzo Miranda
- Isaura de los Dolores - (Isaurinha) - con la voz de Andrea Vera
- Patricia de los Dolores - con la voz de Carolina Villanueva
- Rosario Venancio - con la voz de Paulina Riquelme
- Norberto Venancio - con la voz de Héctor Almenara
- Neuza de los Ángeles - con la voz de Mónica Pozo
- Arsénico Kianda - con la voz de Matías Fajardo
- Kizumba Kianda - con la voz de Ignacio Leyton
- Clara Hostel - con la voz de Catalina Muñoz
- Bruno Borralho - con la voz de Óscar Olivares
- Ana María (Natasha) - con la voz de Carmen Amadori
- John Smith - (Junior) - con la voz de Valentina Olivares
- Matilde Caiado - con la voz de Lucía Suárez
- Thomas Caiado - con la voz de Antonia Walker
- Yrina - con la voz de Judith Noguera